# Famille Chakhovskoï

Armoiries de la famille Chakhovskoï

La famille Chakhovskoï ou Chakhovskoy, Schakhovskoï (en russe : Шаховской), est une illustre famille princière de Russie descendant des Riourikides. Son ancêtre est le prince Constantin Glebovitch, surnommé Chakh, seigneur militaire (voïévode) de Nijni Novgorod en 1482. La famille est divisée en huit branches au XVIe siècle.

## Personnalités
- Alexandre Chakhovskoï (1777-1846), dramaturge
- Alexeï Chakhovskoï (1821-1901), général d'infanterie
- Dimitri Chakhovskoï (1869-1931), homme politique
- Fiodor Chakhovskoï (1796-1829), décembriste
- Ivan Chakhovskoï (1777-1860), général d'infanterie
- Catherine de Rumine née Catherine de Schakowskoy (1818-1867), épouse de Basile de Rumine (ru) et Vaudoise d’adoption.
- Zinaïda Schakhovskoï (Шаховская, Зинаида Алексеевна), journaliste, écrivain, éditrice de La Pensée russe

## Anciens domaines
- Château de Neuenhof dans le gouvernement d'Estland, aujourd'hui en Estonie.